# Maresquel-Ecquemicourt
Maresquel-Ecquemicourt est une commune française située dans le département du Pas-de-Calais en région Hauts-de-France. Elle est créée en 1969 par la fusion des communes de Maresquel et d'Ecquemicourt. Ses habitants sont appelés les Maresquellois. La commune fait partie de la communauté de communes des 7 Vallées.
En 2022, pour la première fois dans la commune et dans le montreuillois, des vignes sont vendangées.

## Géographie

### Localisation
Localisée dans le sud-ouest du département du Pas-de-Calais, Maresquel-Ecquemicourt est une commune de la vallée de la Canche située, à vol d'oiseau, à 8 km au nord-ouest de la commune d'Hesdin-la-Forêt et à 12 km au sud-est de la commune de Montreuil-sur-Mer (chef-lieu d'arrondissement).
Le territoire de la commune est limitrophe de ceux de cinq communes.
Les communes limitrophes sont Contes, Aubin-Saint-Vaast, Beaurainville, Campagne-lès-Hesdin et Gouy-Saint-André.

### Géologie et relief
La superficie de la commune est de 7,89 km2 ; son altitude varie de 13  à   104 m.

### Hydrographie
Le territoire de la commune est situé dans le bassin Artois-Picardie.
La commune est traversée par trois cours d'eau :
- la Canche, fleuve côtier du Pas-de-Calais de 100,22 km, qui prend sa source dans la commune de Gouy-en-Ternois et qui se jette dans la Manche entre Étaples et Le Touquet-Paris-Plage, limite au nord Maresquel[4] ;
- le Fiez ou Fliez, cours d'eau naturel non navigable de 4,68 km, qui prend sa source dans la commune de Contes et se jette dans la Canche au niveau de la commune de Beaurainville[5] ;
- et un cours d'eau au toponyme hydrographique inconnu[6].

La commune possédait autrefois des marais peu à peu drainés et comblés. Les archives départementales ont reçu en 1894 un plan du marais communal, fait par Lens et daté de 1780.
Bastion de la fabrication de papier, responsable d'une partie de la pollution de la Canche dans les années 1980/1990, Maresquel perdra sa papeterie en 2006.

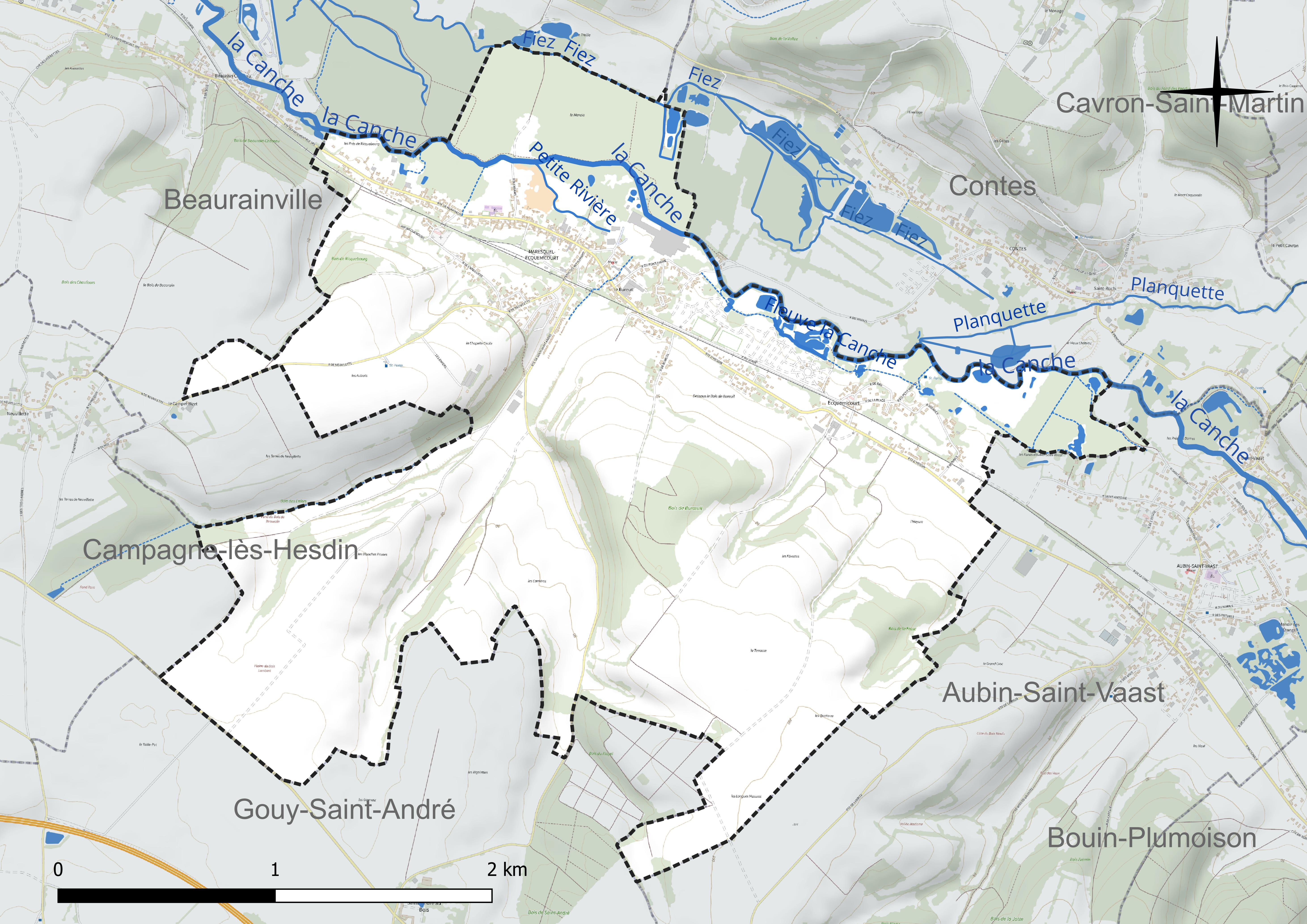
Réseau hydrographique de Maresquel-Ecquemicourt.

### Climat
Pour des articles plus généraux, voir Climat des Hauts-de-France et Climat du Pas-de-Calais.
En 2010, le climat de la commune est de type climat océanique franc, selon une étude du CNRS s'appuyant sur une série de données couvrant la période 1971-2000. En 2020, Météo-France publie une typologie des climats de la France métropolitaine dans laquelle la commune est exposée à un climat océanique et est dans la région climatique Côtes de la Manche orientale, caractérisée par un faible ensoleillement (1 550 h/an) ; forte humidité de l’air (plus de 20 h/jour avec humidité relative > 80 % en hiver), vents forts fréquents.
Pour la période 1971-2000, la température annuelle moyenne est de 10,4 °C, avec une amplitude thermique annuelle de 13,1 °C. Le cumul annuel moyen de précipitations est de 894 mm, avec 13,1 jours de précipitations en janvier et 8,3 jours en juillet. Pour la période 1991-2020, la température moyenne annuelle observée sur la station météorologique la plus proche, située sur la commune de Humières à 20 km à vol d'oiseau, est de 10,9 °C et le cumul annuel moyen de précipitations est de 856,9 mm,. Pour l'avenir, les paramètres climatiques de la commune estimés pour 2050 selon différents scénarios d'émission de gaz à effet de serre sont consultables sur un site dédié publié par Météo-France en novembre 2022.

### Paysages
Pour un article plus général, voir Paysage en France.
La commune est située à la jonction de deux paysages tel que définis dans l’atlas des paysages de la région Nord-Pas-de-Calais, conçu par la direction régionale de l'Environnement, de l'Aménagement et du Logement (DREAL), :
- le « paysage montreuillois », qui concerne 98 communes, se délimite : à l’Ouest par des falaises qui, avec le recul de la mer, ont donné naissance aux bas-champs ourlées de dunes ; au Nord par la boutonnière du Boulonnais ; au sud par le vaste plateau formé par la vallée de l’Authie, et à l’Est par les paysages du Ternois et de Haut-Artois. Ce paysage régional, avec, dans son axe central, la vallée de la Canche et ses nombreux affluents comme la Course, la Créquoise, la Planquette…, offre une alternance de vallées et de plateaux, appelée « ondulations montreuilloises ». Dans ce paysage, et plus particulièrement sur les plateaux, on cultive la betterave sucrière, le blé et le maïs, et les plateaux entre la Ternoise et la Créquoise sont couverts de vastes massifs forestiers comme la forêt d'Hesdin, les bois de Fressin, Sains-lès-Fressin, Créquy…[15] ;
- le « paysage du val d’Authie », qui concerne 83 communes, et qui se délimite : au sud, dans le département de la  Somme par le « paysage de l’Authie et du Ponthieu, dépendant de l’atlas des paysages de la Picardie et au nord et à l’est par les paysages du Montreuillois, du Ternois et les paysages des plateaux cambrésiens et artésiens. Le caractère frontalier de la vallée de l’Authie, aujourd’hui entre le Pas-de-Calais et la Somme, remonte au Moyen Âge où elle séparait le royaume de France du royaume d’Espagne, au nord.

Son coteau Nord est net et escarpé alors que le coteau Sud offre des pentes plus douces. À l’Ouest, le fleuve s’ouvre sur la baie d'Authie, typique de l’estuaire picard, et se jette dans la Manche. Avec son vaste estuaire et les paysages des bas-champs, la baie d’Authie contraste avec les paysages plus verdoyants en amont.
L’Authie, entaille profonde du plateau artésien, a créé des entités écopaysagères prononcées avec un plateau calcaire dont l’altitude varie de 100  à   163 m qui s’étend de chaque côté du fleuve. L’altitude du plateau décline depuis le pays de Doullens, à l'est (point culminant à 163 m), vers les bas-champs picards, à l'ouest (moins de 40 m). Le fond de la vallée de l’Authie, quant à lui, est recouvert d’alluvions et de tourbes. L’Authie est un fleuve côtier classé comme cours d'eau de première catégorie où le peuplement piscicole dominant est constitué de salmonidés. L’occupation des sols des paysages de la Vallée de l’Authie est composée pour 70 % en culture.

### Milieux naturels et biodiversité

#### Espaces protégés et gérés
La protection réglementaire est le mode d’intervention le plus fort pour préserver des espaces naturels remarquables et leur biodiversité associée.
Dans ce cadre, on trouve sur le territoire de la commune trois terrains gérés (location, convention de gestion) par le Conservatoire d'espaces naturels des Hauts-de-France : 
- le marais de Beaurainchateau, d'une superficie de 62,371 ha[18] ;
- la cavité du flayer, d'une superficie de 4,983 ha[19] ;
- le marais du Planty, d’une superficie de 9,542 ha[20].

#### Zones naturelles d'intérêt écologique, faunistique et floristique
L’inventaire des zones naturelles d'intérêt écologique, faunistique et floristique (ZNIEFF) a pour objectif de réaliser une couverture des zones les plus intéressantes sur le plan écologique, essentiellement dans la perspective d’améliorer la connaissance du patrimoine naturel national et de fournir aux différents décideurs un outil d’aide à la prise en compte de l’environnement dans l’aménagement du territoire.
Le territoire communal comprend trois ZNIEFF de type 1 : 
- le marais de Beaurainchâteau[21] ;
- les marais et prairies humides de Contes et d’Ecquemicourt. Cette ZNIEFF est occupée par des prairies humides pâturées, des saulaies et des étangs bordés de végétations palustres[22] ;
- le marais d’Ecquemicourt. Ce site est constitué d’un complexe de prairies humides à marécageuses, de roselières, de mégaphorbiaies et de boisements naturels (saulaies) ou plantés (peupleraies)[23].

et une ZNIEFF de type 2 :
la basse vallée de la Canche et ses versants en aval d’Hesdin, d’une superficie de 12 059 ha et d'une altitude variant de 4  à   133 mètres.

Carte des ZNIEFF de type 1 et 2 sur la commune
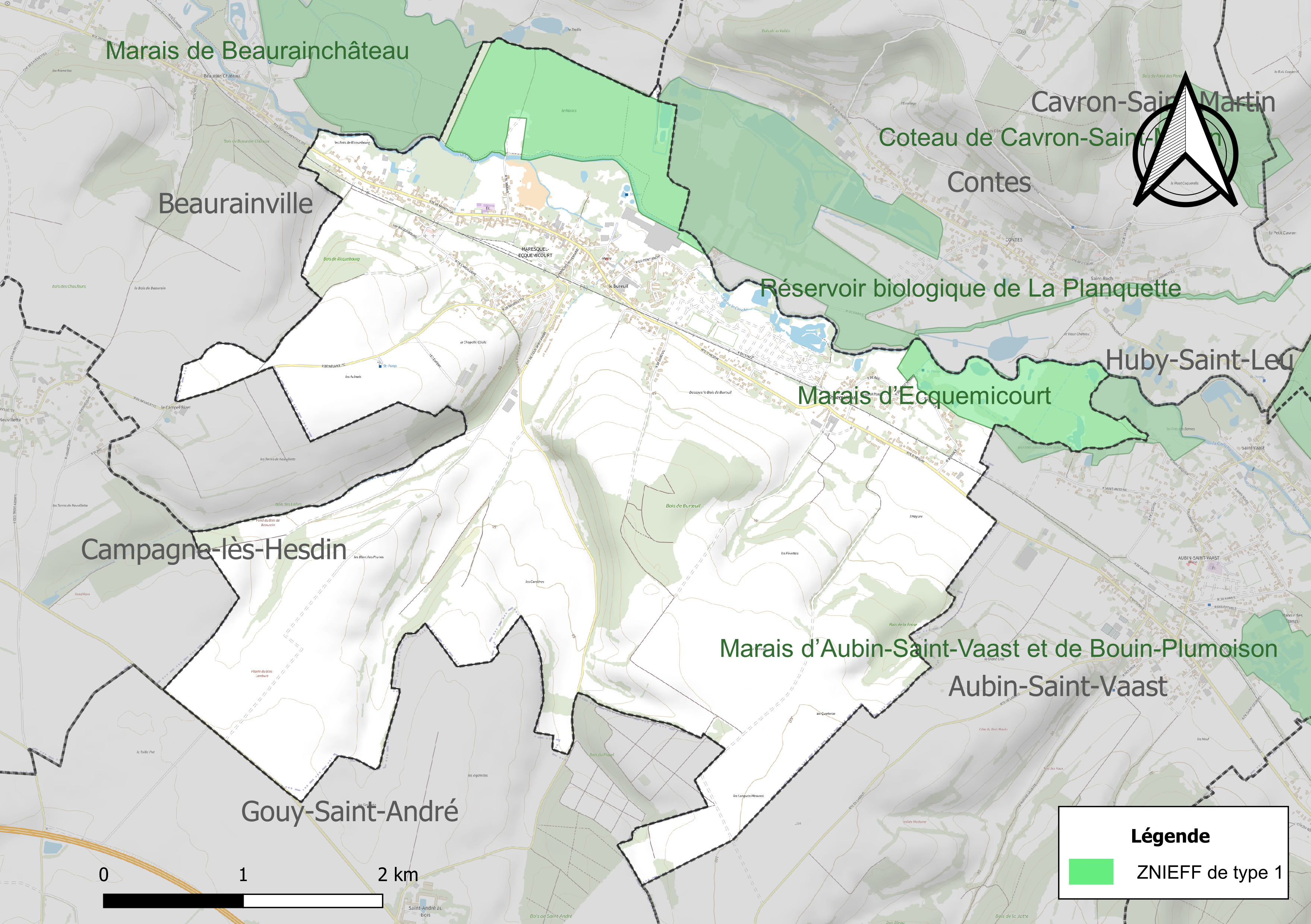
Carte des ZNIEFF de type 1 sur la commune.
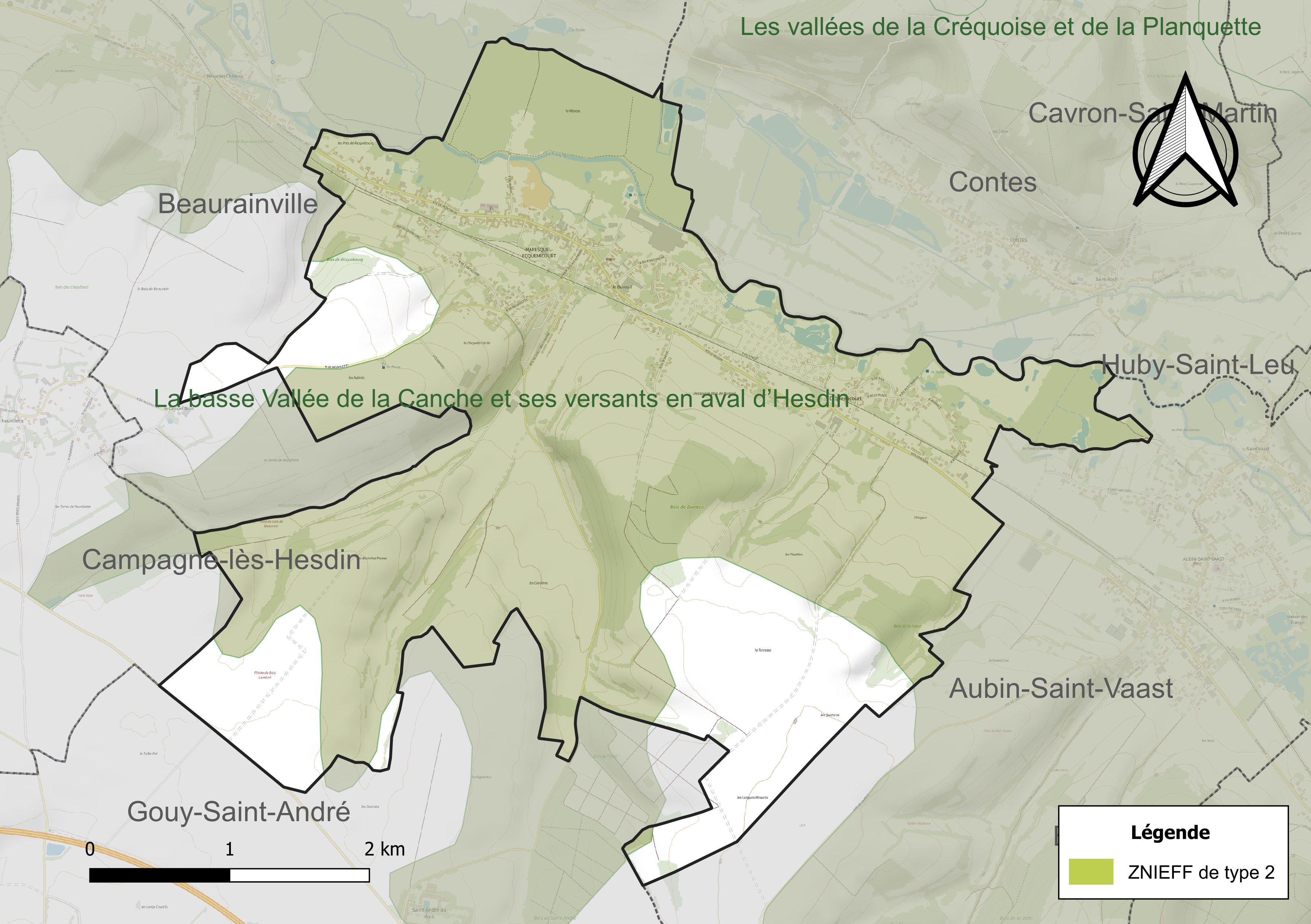
Carte de la ZNIEFF de type 2 sur la commune.

#### Espèces faunistiques et floristiques
L’Inventaire national du patrimoine naturel (INPN) recense plusieurs espèces faunistiques et floristiques sur le territoire de la commune dont certaines sont protégées et d’autres menacées et quasi-menacées.

## Urbanisme

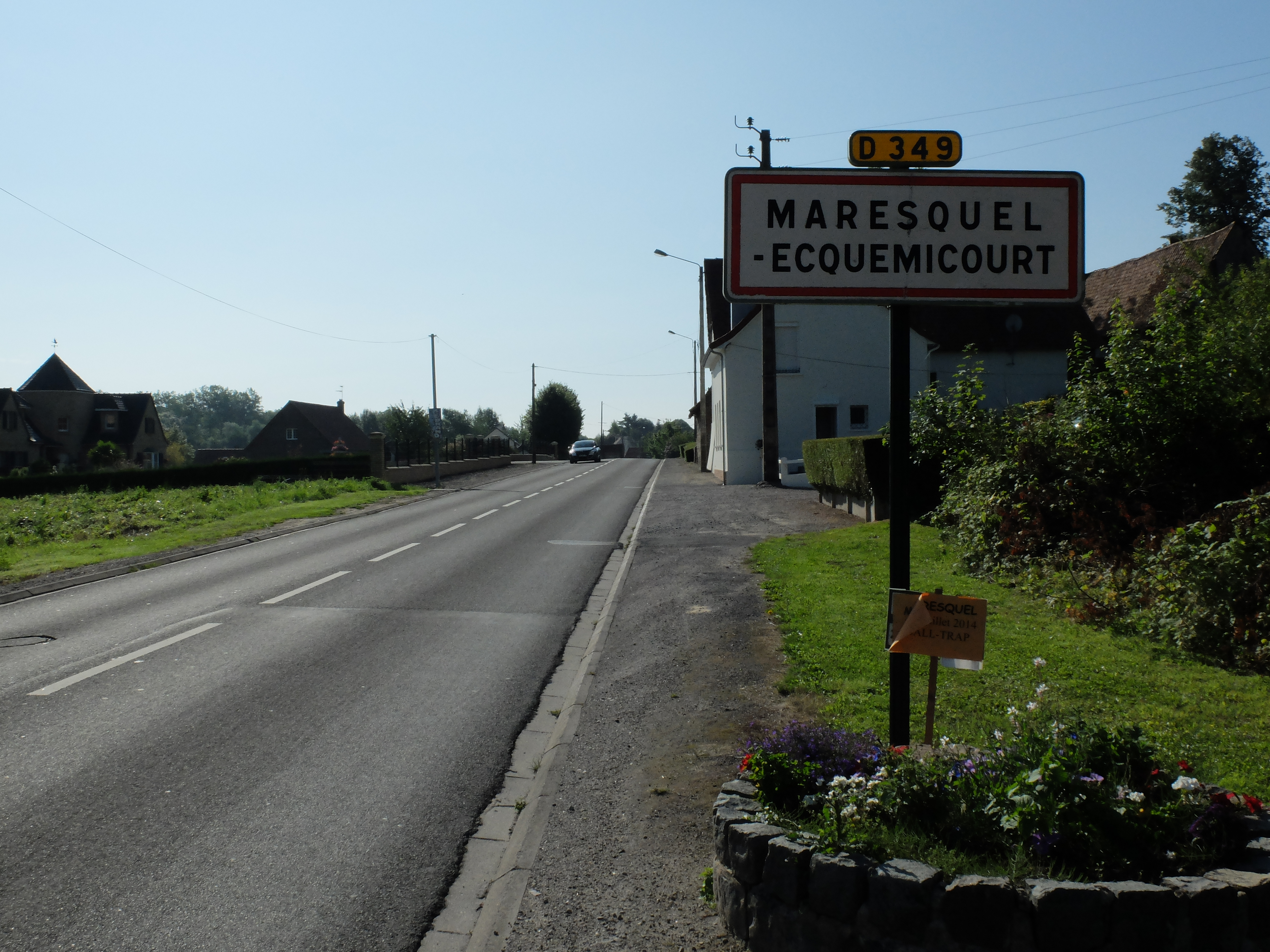
Une entrée de la commune.

### Typologie
Au 1er janvier 2024, Maresquel-Ecquemicourt est catégorisée commune rurale à habitat dispersé, selon la nouvelle grille communale de densité à sept niveaux définie par l'Insee en 2022.
Elle appartient à l'unité urbaine de Beaurainville, une agglomération intra-départementale regroupant trois  communes, dont elle est une commune de la banlieue,,. La commune est en outre hors attraction des villes,.

### Occupation des sols
L'occupation des sols de la commune, telle qu'elle ressort de la base de données européenne d’occupation biophysique des sols Corine Land Cover (CLC), est marquée par l'importance des territoires agricoles (73,5 % en 2018), en diminution par rapport à 1990 (76,4 %). La répartition détaillée en 2018 est la suivante : 
terres arables (49,9 %), prairies (15,5 %), zones urbanisées (13,9 %), forêts (12,6 %), zones agricoles hétérogènes (8,1 %). L'évolution de l’occupation des sols de la commune et de ses infrastructures peut être observée sur les différentes représentations cartographiques du territoire : la carte de Cassini (XVIIIe siècle), la carte d'état-major (1820-1866) et les cartes ou photos aériennes de l'IGN pour la période actuelle (1950 à aujourd'hui).

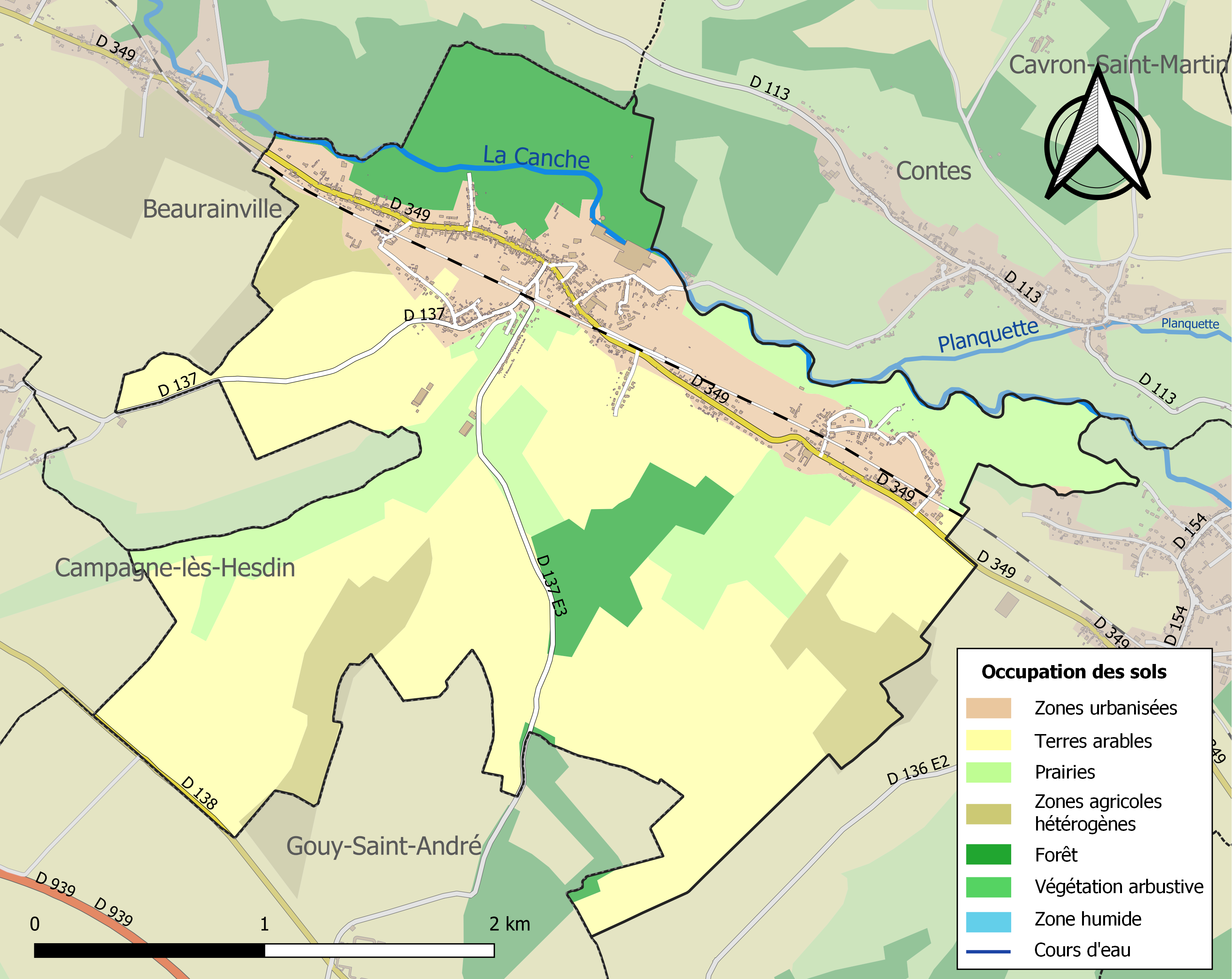
Carte des infrastructures et de l'occupation des sols de la commune en 2018 (CLC).

### Voies de communication et transports

#### Voies de communication
La commune est accessible par la route nationale 39, qui est une route express entre Hesdin et Montreuil.

#### Transports
La gare de Maresquel, située sur la ligne de Saint-Pol-sur-Ternoise à Étaples, est desservie par des TER Nord-Pas-de-Calais entre les gares de Boulogne-Ville et Saint-Pol-sur-Ternoise, Arras ou Lille-Flandres. La Gare d'Étaples - Le Touquet, située à 25 min par le train et à 25 km par la route de Maresquel-Ecquemicourt, est desservie par des TGV et TERGV en direction de Lille-Europe et Paris-Nord.

### Risques naturels et technologiques

#### Risque inondation
À la suite du passage des tempêtes Ciarán, Domingos et Elisa et des inondations et coulées de boue qui se sont produites, la commune est reconnue, par arrêté du 14 novembre 2023, en état de catastrophe naturelle pour inondations et coulées de boue sur la période du 2 au 12 novembre 2023, comme 179 autres communes du département.

## Toponymie
Les anciennes communes de Maresquel et d'Ecquemicourt ont fusionné en 1969.

### Maresquel
Le nom de la localité est attesté sous les formes Maraculum (1135), Maresquellium (1156), Marescel (1165), Mareschel (1187), Mareskiel (1201), Mareskiene (1205), Mareskel (1248), Maresquel (XIVe siècle), Maresquels (1507), Maresquelles (XVIIIe siècle), Maresquel (1789), Maresquel-Ecquemicourt depuis 1968.

### Ecquemicourt
Le nom de la localité est attesté sous les formes Erkemari curtis (fin XIe siècle), Erkemercort (1113), Erchemercort (1143), Erchemercurt et Erchemecurt (1163), Herkemercorth (1178), Erchemeri curtis, Erchemeir curtis et Herchemercurt (XIIe siècle), Erquemercort (1202), Heeremercourt (1217), Herkemercort (1252), Harquemecourt (1282), Herkemecourt, Hechemercourt (1292), Eskemecourt (1296), Ékemecourt (1345), Eckemecourt (1358), Esquemecourt (1372), Ecquemecourt (1375), Équemecourt (1429), Esquemecourt (1443), Esguemicourt (1631), Ecmicourt (1638), Exquemicourt (1790), Ecquemicourt (1789), Maresquel-Ecquemicourt depuis 1968.
Herkemercurt (vers 1120). D'un nom de personne germanique Erchenmar + cortem.
Ecquemicourt portait le nom d'Esquemicourt en 1723 (Dictionnaire universel de la France ancienne et moderne et de la Nouvelle France). « Esquemicourt, dans l'Artois, Diocèse d'Arras, Parlement de Paris, Intendance d'Amiens, Gouvernance, Bailliage et Recette de Saint Pol, a 87 habitants. »

## Histoire

### Temps modernes
Avant la Révolution française, Ecquemicourt était le siège d'une seigneurie.

#### Seigneur d'Ecquemicourt
Charles Laizer de Siongeat, chevalier, seigneur d'Ecquemicourt, chevalier de Saint-Louis, ancien premier enseigne dans le régiment des gardes françaises, membre des États nobles d'Artois, bénéficie en novembre 1759 de lettres données à Versailles, lui accordant le titre de comte. La famille, connue depuis le XIVe siècle, est originaire d'Auvergne. François de Laizer, père de Charles, commandait un bataillon au régiment du Lyonnais et a eu un bras arraché lors de la bataille de Denain. Il est mort peu après de ses blessures. Jean de Laizer, aïeul de Charles, était écuyer de la Grande Écurie du roi et a été tué au combat en tant que capitaine au régiment d'Esfiat. Plusieurs autres membres de la famille ont combattu au service du roi. Pour ces motifs, Charles de Laizer de Siongeat bénéficie du titre de comte pour lui et sa postérité, est autorisé à mettre une couronne de comte sur ses armes, n'est pas obligé d'affecter le titre à une terre en particulier.

### Époque contemporaine
La papeterie de Maresquel a fourni de l'emploi, à ses habitants et aux habitants de la région, depuis la création de la première papeterie en 1840. Au milieu des années 1970, elle produisait 300 tonnes de papier et 650 familles en vivaient. En 1929, elle est reprise par une entreprise belge (De Ruysscher), ensuite, en 1985, elle devient une filiale d’Aussedat Rey (Iridium) puis est rachetée par les Américains d’International Paper en 1989 qui fermeront l’usine en 2006. Deux meules en béton, installées sur la place des tilleuls et inaugurées le 26 avril 2022, rappelle la mémoire de la papeterie. Le site a retrouvé une nouvelle vie avec l'installation de nouvelles entreprises,.

## Politique et administration

### Découpage territorial
La commune se trouve dans l'arrondissement de Montreuil du département du Pas-de-Calais.

#### Commune et intercommunalités
La commune a fait partie, de 1996 à 2013, de la communauté de communes du val de Canche et d'Authie et, depuis le 1er janvier 2014, elle fait partie de la communauté de communes des 7 Vallées (7 Vallées comm) dont le siège est basé à Hesdin. La communauté de communes des 7 Vallées regroupe 66 communes et compte 29 425 habitants en 2022.

#### Circonscriptions administratives
La commune faisait partie du canton de Campagne-lès-Hesdin, depuis la loi du 22 décembre 1789 reprise par la constitution de 1791, qui divise le royaume (la République en septembre 1792), en communes, cantons, districts et départements,.
Dans le cadre du redécoupage cantonal de 2014 en France, elle est maintenant rattachée, ainsi que toutes les communes de l'ancien canton de Campagne-lès-Hesdin, au canton d'Auxi-le-Château qui passe de 26 à 84 communes.

#### Circonscriptions électorales
Pour l'élection des députés, la commune fait partie, depuis 1986, de la quatrième circonscription du Pas-de-Calais.

### Élections municipales et communautaires

#### Liste des maires
| Période | Période                    | Identité              | Étiquette | Qualité                                               |
| ------- | -------------------------- | --------------------- | --------- | ----------------------------------------------------- |
| 1968    | 1971                       | Charles Martin        |           |                                                       |
| 1971    | 1983                       | Marie Wilquin-Pizzety | PS        |                                                       |
| 1983    | 1989                       | Alain Decaudin,       | PS        | Ingénieur à la papeterie                              |
| 1989    | 1993                       | Jacqueline Pawlowski  |           |                                                       |
| 1995    | 2014                       | Alain Decaudin,       | PS        | Ingénieur à la papeterie                              |
| 2014    | En cours (au 28 mars 2022) | Lionel Leborgne       | SE        | Éducateur spécialisé, Réélu pour le mandat 2020-2026, |

## Population et société

### Démographie
Les habitants de la commune sont appelés les Maresquellois.

#### Évolution démographique
L'évolution du nombre d'habitants est connue à travers les recensements de la population effectués dans la commune depuis 1793. Pour les communes de moins de 10 000 habitants, une enquête de recensement portant sur toute la population est réalisée tous les cinq ans, les populations de référence des années intermédiaires étant quant à elles estimées par interpolation ou extrapolation. Pour la commune, le premier recensement exhaustif entrant dans le cadre du nouveau dispositif a été réalisé en 2004.

En 2022, la commune comptait 1 054 habitants, en évolution de +9,11 % par rapport à 2016 (Pas-de-Calais : −0,72 %, France hors Mayotte : +2,11 %).
| 1793 | 1800 | 1806 | 1821 | 1831 | 1836 | 1841 | 1846 | 1851 |
| ---- | ---- | ---- | ---- | ---- | ---- | ---- | ---- | ---- |
| 385  | 392  | 378  | 479  | 501  | 560  | 568  | 641  | 663  |

| 1856 | 1861 | 1866 | 1872 | 1876 | 1881 | 1886 | 1891 | 1896 |
| ---- | ---- | ---- | ---- | ---- | ---- | ---- | ---- | ---- |
| 667  | 634  | 622  | 567  | 575  | 540  | 519  | 495  | 480  |

| 1901 | 1906 | 1911 | 1921 | 1926 | 1931 | 1936 | 1946 | 1954 |
| ---- | ---- | ---- | ---- | ---- | ---- | ---- | ---- | ---- |
| 493  | 484  | 514  | 507  | 445  | 466  | 461  | 484  | 543  |

| 1962 | 1968 | 1975  | 1982  | 1990 | 1999 | 2004 | 2006 | 2009 |
| ---- | ---- | ----- | ----- | ---- | ---- | ---- | ---- | ---- |
| 745  | 835  | 1 005 | 1 037 | 900  | 847  | 846  | 839  | 883  |

| 2014 | 2019  | 2022  | - | - | - | - | - | - |
| ---- | ----- | ----- | - | - | - | - | - | - |
| 971  | 1 030 | 1 054 | - | - | - | - | - | - |

#### Pyramide des âges
En 2018, le taux de personnes d'un âge inférieur à 30 ans s'élève à 32,0 %, soit en dessous de la moyenne départementale (36,7 %). À l'inverse, le taux de personnes d'âge supérieur à 60 ans est de 33,9 % la même année, alors qu'il est de 24,9 % au niveau départemental.
En 2018, la commune comptait 478 hommes pour 530 femmes, soit un taux de 52,58 % de femmes, légèrement supérieur au taux départemental (51,50 %).
Les pyramides des âges de la commune et du département s'établissent comme suit.
| Hommes | Classe d’âge | Femmes |
| ------ | ------------ | ------ |
| 0,8    | 90 ou +      | 1,5    |
| 9,4    | 75-89 ans    | 11,4   |
| 20,9   | 60-74 ans    | 23,4   |
| 20,3   | 45-59 ans    | 16,8   |
| 15,8   | 30-44 ans    | 15,5   |
| 13,1   | 15-29 ans    | 14,0   |
| 19,7   | 0-14 ans     | 17,3   |

| Hommes | Classe d’âge | Femmes |
| ------ | ------------ | ------ |
| 0,5    | 90 ou +      | 1,6    |
| 5,6    | 75-89 ans    | 8,9    |
| 16,7   | 60-74 ans    | 18,1   |
| 20,2   | 45-59 ans    | 19,2   |
| 18,9   | 30-44 ans    | 18,1   |
| 18,2   | 15-29 ans    | 16,2   |
| 19,9   | 0-14 ans     | 17,9   |

### Manifestations culturelles et festivités
Joué pour la première fois à l’été 2023 au stade de football communal avant de passer au manoir Houzel pour les années suivantes, un spectacle son et lumières historique multi-époques, baptisé Le Prisonnier du temps, a lieu au sein de la commune. Réunissant plus de 250 bénévoles et mis en scène par Sébastien Delsart (élu de la commune), le spectacle retrace l’histoire de Louis (joué par Alloïs Lefebvre), un jeune garçon de 18 ans qui voyage à travers les époques marquantes de la civilisation française, grâce à une machine fabriquée avec son grand-père.

## Culture locale et patrimoine

### Lieux et monuments
- La gare.
- L'église Saint-Pierre (Maresquel).
- Le monument aux morts (Maresquel)[55].
- Le monument à la mémoire de la papeterie de Maresquel[38].

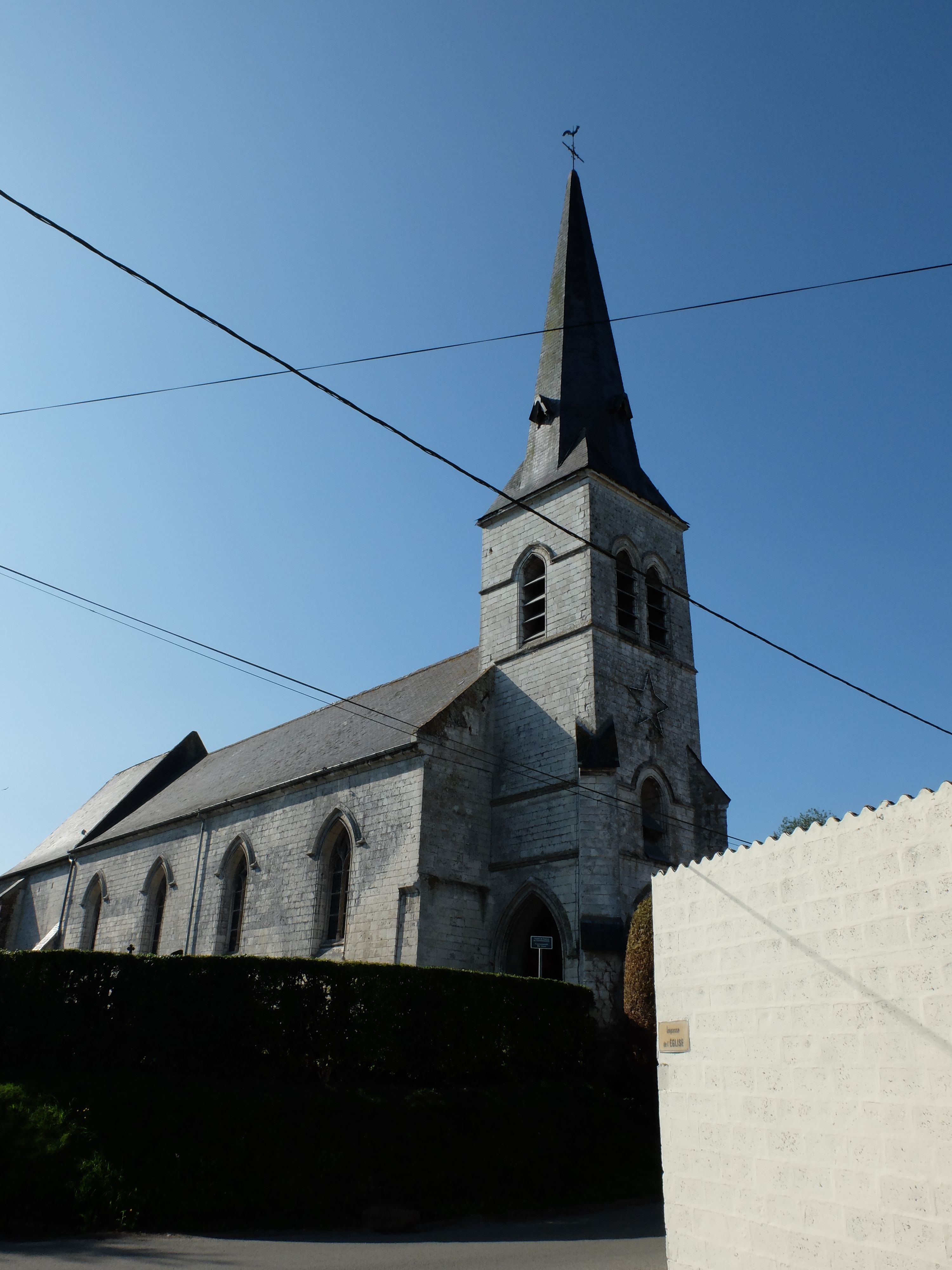
L'église Saint-Pierre.
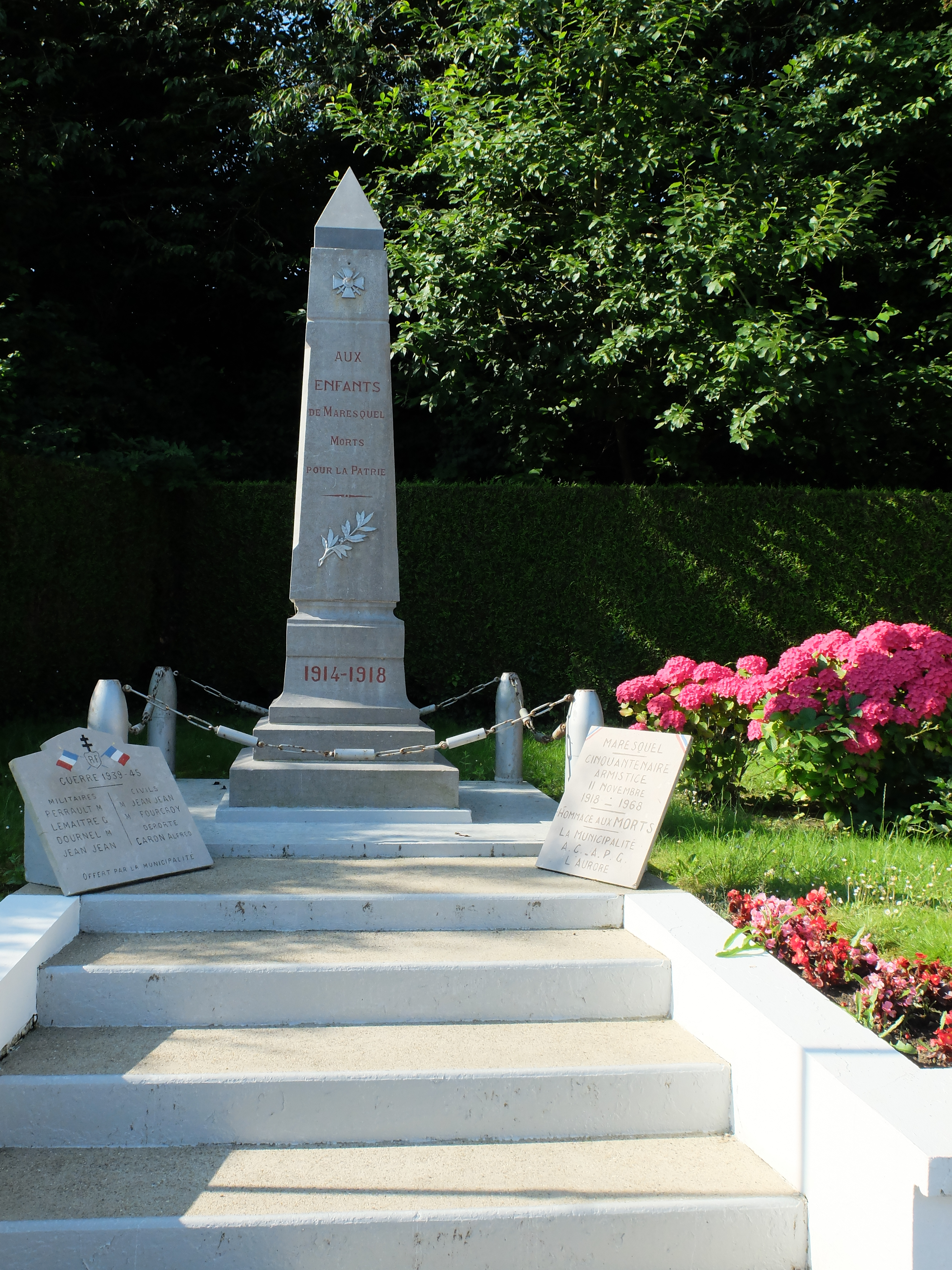
Le monument aux morts (Maresquel).
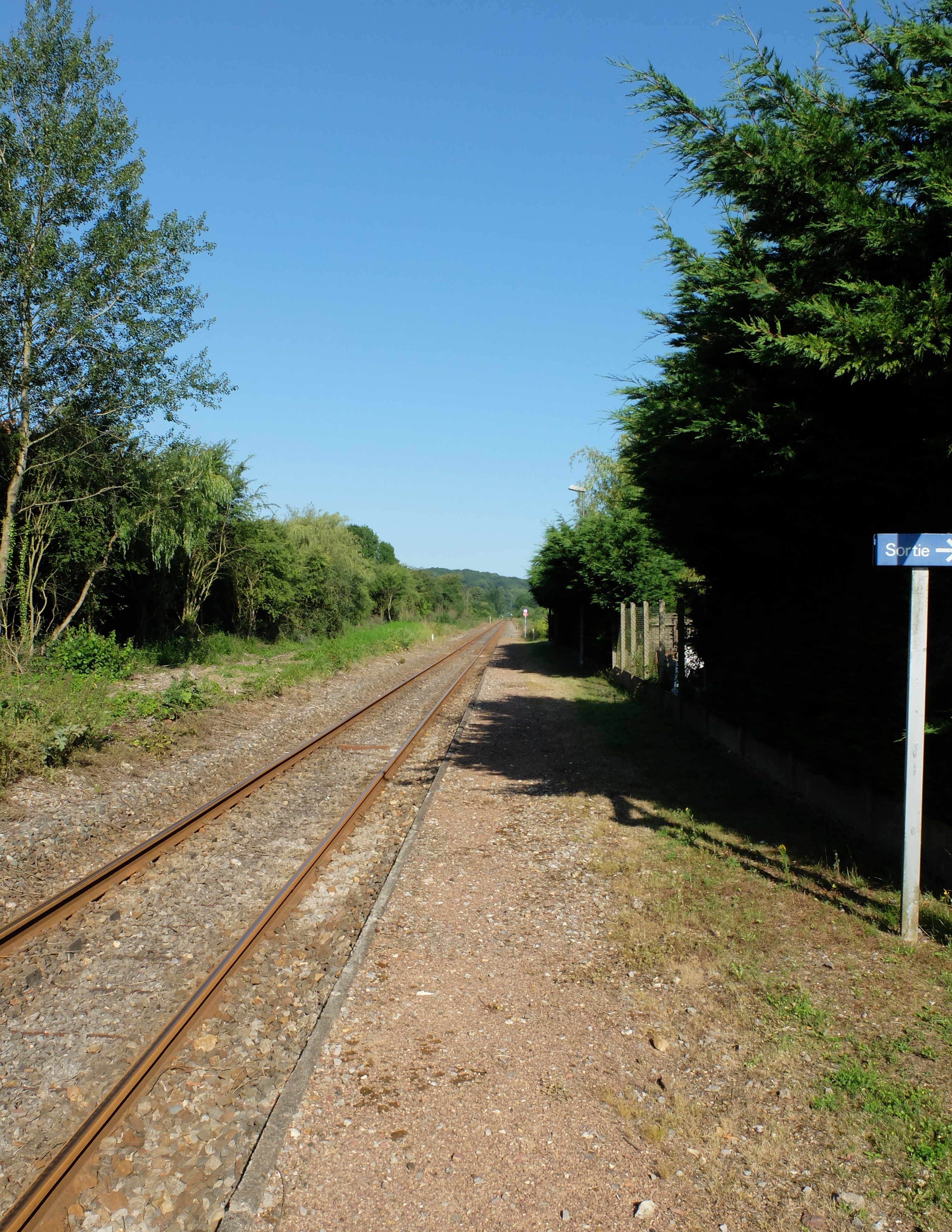
La gare.

### Viticulture
En 2022, pour la première fois dans la commune et dans le montreuillois, des vignes sont vendangées. Le vignoble, planté en 2020, de 8 000 pieds de chardonnay sera vinifié dans un chai à Dompierre-Becquincourt, dans la Somme. Les premières bouteilles seront commercialisées en 2023.

### Héraldique

Armes, pour Maresquel, de la famille de Dion de Ricquebourg et, pour Ecquemicourt, de la famille De Laizier de Siougeat.

| Blason de Maresquel-Ecquemicourt | Blason  | Parti: au 1er d'argent à l'aigle bicéphale de sable, becquée et membrée de gueules, chargée sur sa poitrine d'un écusson d'or, au 2e de sable à la bande d'or accompagnée en chef d'une étoile et d'une rose et en pointe d'une rose et d'une étoile, le tout d'argent. |
| Blason de Maresquel-Ecquemicourt | Détails | La commune de Maresquel-Ecquemicourt a juxtaposé, en un parti, les armes des deux familles. Adopté par la municipalité. |

## Pour approfondir

#### Bases de données, dictionnaires et encyclopédies
- Ressources relatives à la géographie :   - Insee (communes)
  - Ldh/EHESS/Cassini
- Ressource relative à plusieurs domaines :   - Annuaire du service public français
- Ressource relative à la musique :   - MusicBrainz
- Notices d'autorité :   - BnF (données)